# Needhamiella pumilio
Needhamiella es un género monotípico de plantas fanerógamas perteneciente a la familia Ericaceae. Su única especie: Needhamiella pumilio, es originaria de Australia.

## Taxonomía
Needhamiella pumilio  fue descrita por (R.Br.) L.Watson  y publicado en Kew Bulletin 18 1965
Sinonimia
- Monotoca pumilio (R.Br.) Spreng.
- Needhamia pumilio R. Br.[3][4]